# 1964 en santé et médecine
| Années de la santé et de la médecine : 1961 - 1962 - 1963 - 1964 - 1965 - 1966 - 1967    |
| Décennies de la santé et de la médecine : 1930 - 1940 - 1950 - 1960 - 1970 - 1980 - 1990 |

Cet article présente les faits marquants de l'année 1964 en santé et médecine.

## Événements
- 21 juin : fondation de l’École française de psychanalyse par Jacques Lacan, qui deviendra l’école freudienne de Paris.
- 18 juillet : création en France de l'Institut national de la santé et de la recherche médicale (INSERM).
- La vaccination contre la poliomyélite est rendu obligatoire en France[1].
- William Donald Hamilton développe sa théorie de la sélection de parentèle[2].

## Publications
- 22 mai : le Cancer Chemotherapy National Service Center (CCNSC) découvre qu'un extrait d'if (Taxus brevifolia) présente une activité cytotoxique[3]. Le taxol, médicament antitumoral, en sera isolé en 1966.

## Décès
- 9 mars : Paul Remlinger (en) (né en 1871), médecin biologiste français.
- 22 mars : Paul Goy (né en 1883), médecin et poète français[4].